# Río Pit
El río Pit (en inglés: Pit River, literalmente, 'río [del] Hoyo') es un importante río de Estados Unidos que drena el noreste del estado de California, discurriendo por el Valle Central. El Pit es uno de los únicos tres ríos del país —junto con el Klamath y el Columbia— que cruzan la cordillera de las Cascadas.
Es el afluente más largo del río Sacramento y contribuye con el 80% de su volumen de agua en el embalse del lago Shasta. La desembocadura en el brazo del embalse Shasta está 6,4 km al noreste de la presa de Shasta. El tronco principal del río Pit tiene 333 km de longitud, aunque si se considera su fuente más lejana alcanza los 507 km, siendo esa también la fuente más lejana del propio río Sacramento.
El río Pit drena un área de tierras altas volcánicas poco pobladas, pasando por el extremo sur de la cordillera de las Cascadas en un profundo cañón al noreste de Redding. El río se llama así debido a los hoyos que los achomawi cavaban para atrapar la caza que iba a beber al río.
El río es un destino popular para la práctica de la pesca con mosca, el rafting en sus partes bajas, y se utiliza para la producción de energía hidroeléctrica, tanto en las centrales por debajo de Fall River Mills y en la presa de Shasta. También se utiliza ampliamente para la irrigación y fines de conservación.

## Historia
El río Pit se encuentra en el territorio histórico de los achomawi, que vivían en la zona extendiéndose desde Big Bend hasta el lago Goose. Los asentamientos humanos en esta región puede remontarse hasta hace 12 500 años. Los achomawi (que constaban de nueve bandas distintas) tenían hasta 28 poblados en la zona del río Pit y se consideran hablantes palaihnihan, junto con los vecinos atsugewi que vivían a lo largo de los afluentes meridionales del Pit, como los arroyos Burney y Hat, y en el valle de Dixie.  Debido a los escasos recursos de la desértica cuenca alta del río Pit, la mayoría de los nativos vivían cerca del río y subsistían principalmente de la caza y la pesca. Los achomawi se movían entre los campos de caza en verano —en tiendas de campaña en forma de cono cubiertas de tule— y grandes casas con estructura de madera en invierno (conocidas como pit-house, aunque ese «pit» se refiere aquí a casa-foso). El río Pit se llama así por las trampas-foso (conocidas como Pitfall trap) que los achomawi excavaban para capturar los animales que se acercaban a beber en el río. El nombre achomawi deriva de una palabra que significa en palaihnihan «gente del río».
El territorio achomawi estaba bordeado, al norte, por el territorio de los klamath y los modoc; en el noroeste, por el de los shasta; en el oeste (en los valles bajos del Pit y del río McCloud), el de los wintun; en el suroeste, el de los yana; en el sur, el de los maidu; y hacia el este, por el de los paiute. La mayor parte de las tribus locales tuvieron disputas sociales y de frontera desde la antigüedad; los achomawi y atsugewi históricamente han estado sujetos a las incursiones de los klamath y los modoc, que los tomaban como prisioneros para venderlos como esclavos en The Dalles (Oregón), entonces un importante centro de comercio nativo americano en el río Columbia, más de 480 km al norte.
A principios de 1800, armados con caballos y armas de fuego obtenidas del comercio con los europeos, los paiute lanzaron un ataque a gran escala contra los achomawi, con un raid que mató entre 200 y 300 personas en un campamento cerca de la actual localidad de Fall River Mills. A raíz de esto, los achomawi y otras tribus occidentales formaron una confederación temporal contra los paiute. Después de conducir con éxito un ataque contra ellos al siguiente año, firmaron un tratado de paz. Sin embargo, en la década de 1850 las tensiones crecieron entre los achomawi y los modoc, lo que llevó a conflictos armados que se prolongaron durante más de veinte años. A pesar de los muchos intentos de los dirigentes de ambas partes para hacer la paz, «cada vez la tregua era rota pronto por jóvenes compañeros irresponsables a quienes los jefes no podían controlar».
Los pueblos nativos también se mostraron hostiles con los colonos y comerciantes estadounidenses, que multitudinariamente entraron en la región a partir de mediados del siglo XIX, especialmente durante y después de la fiebre del oro de California en 1848. Hubo pocos conflictos en un principio con los extranjeros que atraviesan la zona en su camino hacia el valle de Sacramento. Sin embargo, después de que algunos estadounidenses blancos se establecieron cerca de Fall River, estallaron los conflictos. Después de unas escaramuzas iniciales, llegaron a la zona soldados estadounidenses dirigidos por el general George Crook. Los indígenas negociaron una tregua temporal con Crook, regalándole una gran cantidad de pieles. La tregua se rompió el año siguiente, cuando dos colonos fueron asesinados por atsugewi por razones desconocidas. En represalia, un grupo de hombres blancos atacó un campamento nativo en el arroyo Beaver (cerca de la actual Pittville) matando a 160 personas, la mayoría mujeres y niños.
Las expediciones militares del río Pitt contra las tribus indígenas locales se produjeron en la década de 1850. La primera expedición en 1850 fue principalmente un intento de establecer una mejor relación con los pueblos indígenas. La segunda, dirigida por el general Crook en 1857, fue ya un enfrentamiento militar puesto que el gobierno de EE. UU. decidió retirar por la fuerza a los nativos del río Pit y llevarlos a la reserva india de Mendocino (y más tarde a la reserva india de Round Valley) en el actual condado de Mendocino. Los antiguos enemigos de los achomawi —modocs y klamaths— fueron también expulsados de la región en 1873 con la conclusión de la guerra Modoc. Este hecho es considerado como el momento en el que se abrió el valle del río Pit para asentamientos blancos a gran escala.
Debido a la aridez del clima, a los suelos pobres y a la topografía accidentada de la cuenca del río Pit (y de todo el noreste de California, en general), los asentamientos y el desarrollo de la región fueron difíciles. La ganadería se convirtió en la principal actividad económica, gracias a los extensos pastizales de temporada, junto con algo de minería y la explotación forestal. Aunque las partes inferiores del río Pit tienen abundante agua, la cuenca occidental es demasiado montañosa para la agricultura. En cambio, la parte oriental de la cuenca, más seca, tiene un buen número de valles de ríos llanos, con profundos suelos aluviales. A lo largo de la primera parte del siglo XX, se construyeron en los afluentes de esta región unos 63 embalses para apoyar el riego. Debido al caudal limitado e incierto de estos arroyos alimentados por el deshielo del desierto, la cantidad de tierras de cultivo en el sistema del río Pit siguió siendo pequeña y los derechos de agua fueron un tema polémico. Algunos de estos conflictos se resolvieron en los tribunales en la década de 1930, con asignaciones de agua ahora gestionados por el Departamento de Recursos Hídricos de California (California Department of Water Resources).
En la década de 1900 y 1910 el río Pit fue identificado por el entonces de reciente formación Servicio de Reclamación (Reclamation Service, ahora Bureau of Reclamation) como la fuente de agua más importante en el sistema del río Sacramento superior. El Pit ofrecía no solo la mayoría del caudal anual, si no casi todo el suministro de agua fiable en el verano. Una de las primeras propuestas para represar el río Pit se hizo en 1915, el "Proyecto del Bajo Río Pit" que proponía erigir una presa de 42 m de altura en el río en Sheep Rocks, por encima de la confluencia con el arroyo Squaw. Aproximadamente una cuarta parte del caudal del río se desviaría para regar unas 24.000 hectáreas de bancadas fértiles en el valle de Sacramento superior, al este de Redding. El Proyecto del Bajo Río Pit quedó superado técnicamente por el Proyecto del Valle Central, que auspició la construcción de la gran presa de Shasta, completada en 1945. El lago Shasta elevó el nivel del río Pit más de 30 m por encima de la elevación prevista en la anterior propuesta de presa de Sheep Rocks. También inundó la mayor parte de las tierras tradicionales de los nativos wintun a lo largo de los ríos Pit y McCloud, hecho que todavía es controvertido hoy.
El desarrollo hidroeléctrico del sistema del río Pit también comenzó pronto. Uno de los primeros grandes proyectos hidroeléctricos fue el proyecto del arroyo Hat, construido en 1920 y que generó ya energía en 1921. El río Fall se desarrolló poco después, entrando en funcionamiento en 1922. La presa Pit 3 (que auspició el lago Britton) se completó en 1925 y comenzó a funcionar el 18 de julio de 1925. Las presas Pit 4 y 5, que se encuentran más abajo, se completaron entre mediados de 1940 y mediados de 1950. La parte baja del río Pit fue represada en la década de 1960, formando los embalses Pit 6 y Pit 7. Además, se completó un desvío desde el río McCloud para aumentar la capacidad de generación de energía a lo largo del río Pit. La central Pit 2 fue planeada, pero nunca fue construida: debido a un error en la lectura de los mapas topográficos, el desnivel entre el río Fall y el lago Britton, donde estaría la casa de máquinas, era demasiado pequeña para la generación de energía económicamente rentable.

## Curso

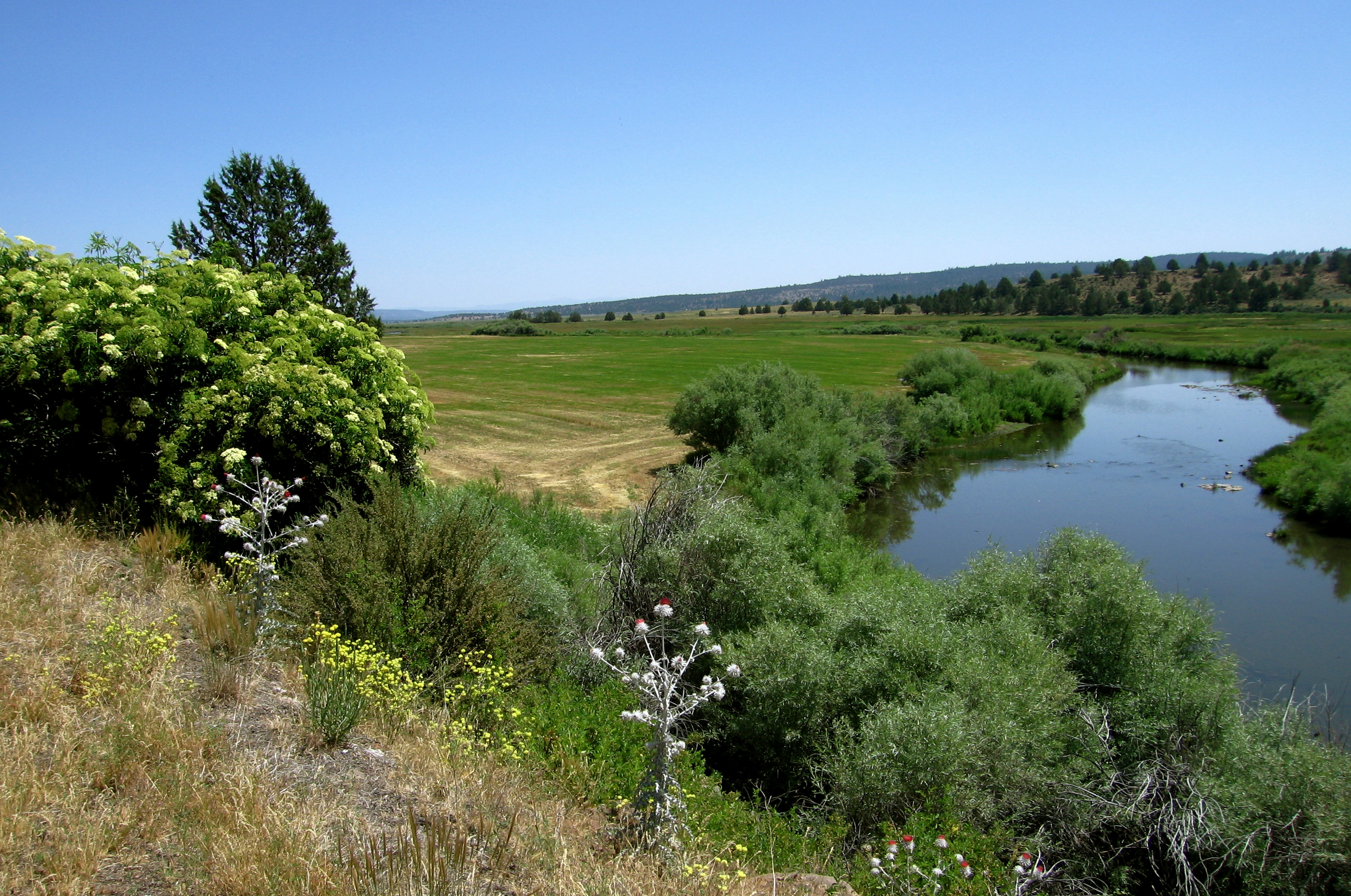
Upper Pit River near Alturas

El río Pit nace de varios ramales que corren por los condados de Modoc, Lassen y Shasta. El ramal Sur, de 93 km, formado por el South Fork—arroyo West Valley—arroyo Cedar, se origina justo al sureste de la montaña Buck en las montañas Warner, en el extremo suroeste del bosque nacional de Modoc, a 14 km al oeste de la frontera entre California y Nevada. El ramal Sur (South Fork) está formado por la confluencia de varios arroyos en Jess Valley, 21 km al noreste de Madeline y fluye hacia el oeste a través de un estrecho cañón, pasado Likely, sigue generalmente hacia el norte a través de un amplio valle ganadero donde sus aguas se desvían para el riego y conservación de las aves acuáticas a través de un extenso sistema de canales. El ramal Norte, de 48 km de largo, formado por el ramal Norte—arroyo Linnville—arroyo North Fork del Linnville, comienza a unos 8,0 km al sureste de la ciudad de Davis Creek, cerca del lago Goose. Fluye generalmente hacia el sursudoeste, uniéndose al ramal Sur llegando desde el norte, cerca de Alturas.
El río combinado fluye en dirección oeste-suroeste en un curso sinuoso a través del condado de Modoc, pasando por Canby y atravesando el bosque nacional de Modoc por la garganta del Stonecoal Valley. El río gira hacia el sur pasado Lookout y en el norte del condado de Lassen, pasado Bieber, para surgir en la región ganadera del Big Valley. Al norte de Little Valley desemboca en el noreste del condado de Shasta y en el bosque nacional de Shasta. Entonces el río alcanza Fall River Mills, donde se une con el río Fall, que es alimentado por uno de los sistemas de manantiales de agua dulce más grandes de Estados Unidos. Después de pasar por la ciudad de Fall River Mills, el río cae sobre Pit River Falls, luego entra en la cabeza de un largo cañón serpenteante que atraviesa por el sur de la cordillera de las Cascadas. Entonces da vuelta al sur para unirse al río Sacramento en el brazo oriental del embalse del lago Shasta, aproximadamente a 24 km al norte de Redding. Dos de los principales afluentes, el arroyo Squaw y el río McCloud (de 124 km), se unen al Pit desde el norte en el lago. Los últimos 48 km del río forman el más largo de los cinco brazos del lago Shasta, un embalse formado aguas arriba de la presa de Shasta, construida en el cauce del Sacramento aguas abajo de la confluencia original de ambos ríos pero que ahora ha quedado inundada.

## Hidrología
Alimentado por significativas cuencas de aguas subterráneas volcánicas que producen algunos de los sistemas de manantiales de agua dulce contiguos mayores en los Estados Unidos, el curso medio e inferior del Pit muestra un fuerte caudal todo el año, en contraste con la fuerte estacionalidad de la mayoría de los ríos del norte de California. Antes de que fuera construida la presa de Shasta, el Pit contribuía en la estación seca con el 85% del caudal del río Sacramento, medido en Red Bluff, casi 160 km aguas abajo de su confluencia, haciendo del río un importante recurso para el riego, y más tarde, la hidroelectricidad. Los tramos superiores del Pit localizados aguas arriba Fall River Mills tiene un caudal alto alimentado por el deshielo de nieve del desierto con un hidrograma mucho más estacional. La parte más inferior del sistema del río Pit (porción del lago Shasta) recibe fuertes lluvias de invierno, lo que contribuye principalmente al caudal entre noviembre y abril. Sin embargo, los caudales de aguas bajas de verano rara vez caen por debajo de los 57 m³/s.
Mientras realizaba encuestas para proyectos de riego en el año 1900, el Servicio de Reclamación de EE. UU. (ahora Bureau of Reclamation), noto que los manantiales que alimentaban el río Fall solo aportaban un flujo anual de alrededor de 42 m³/s, de un acuífero alimentado en parte por el deshielo del monte Shasta. Gran parte de esta agua nace en lo que se denomina "Thousand Springs" ("Mil manantiales") unos pocos kilómetros por encima de Fall River Mills, al oeste del parque estatal Ahjumawi Lava Springs (Ahjumawi Lava Springs State Park). Los arroyos Hat y Burney, alimentados por un manantial de la zona del pico Lassen (3187 m), suministran más de 25 m³/s en el río Pit.  Los acuíferos de la cuenca del río Pit pueden contener alamacenados hasta 20 km³ que se reponen constantemente filtrando las precipitaciones de invierno a través de las porosas rocas volcánicas de la cuenca y de los suelos. El agua suele surgir en los lugares de menor altitud, donde las capas superficiales se encuentran con rocas metamórficas y sedimentarias más duras.
El Servicio Geológico de EE. UU. (USGS) opera un medidor de flujo en el río Pit en Montgomery Creek, justo debajo de la presa Pit 7 y por encima del lago Shasta. Este medidor estima el caudal de un área de  12 830 km²), casi el 70% de la cuenca total. El caudal promedio entre 1966 y 2012 fue de 135,5 m³/s, con un máximo de 2100 m³/s registrados el 24 de enero de 1970, después de un temporal de fuertes lluvias. Un corto flujo mínimo de 0,85 m³/s  se produjo el 12 de julio de 1975, debido a trabajos de construcción en la Central Pit 7 que requirió el cese temporal de descargas. El caudal mínimo en un periodo de siete días fue de 28,0 m³/s, del 5 a 12 de septiembre de 1966.
Antes de la construcción de la presa de Shasta, en la década de 1940, el flujo anual del río Pit en su confluencia era de cerca de cuatro veces el del Sacramento, por lo que era la verdadera fuente hidrológica del sistema del río Sacramento. Medido en la desembocadura, la descarga natural del río probablemente excedía 170 m³/s, una cifra que incluye el río McCloud y el arroyo Squaw que contribuyendo aproximadamente con unos 29,0 m³/s de flujo adicional por debajo del medidor del arroyo Montgomery.

## Presas

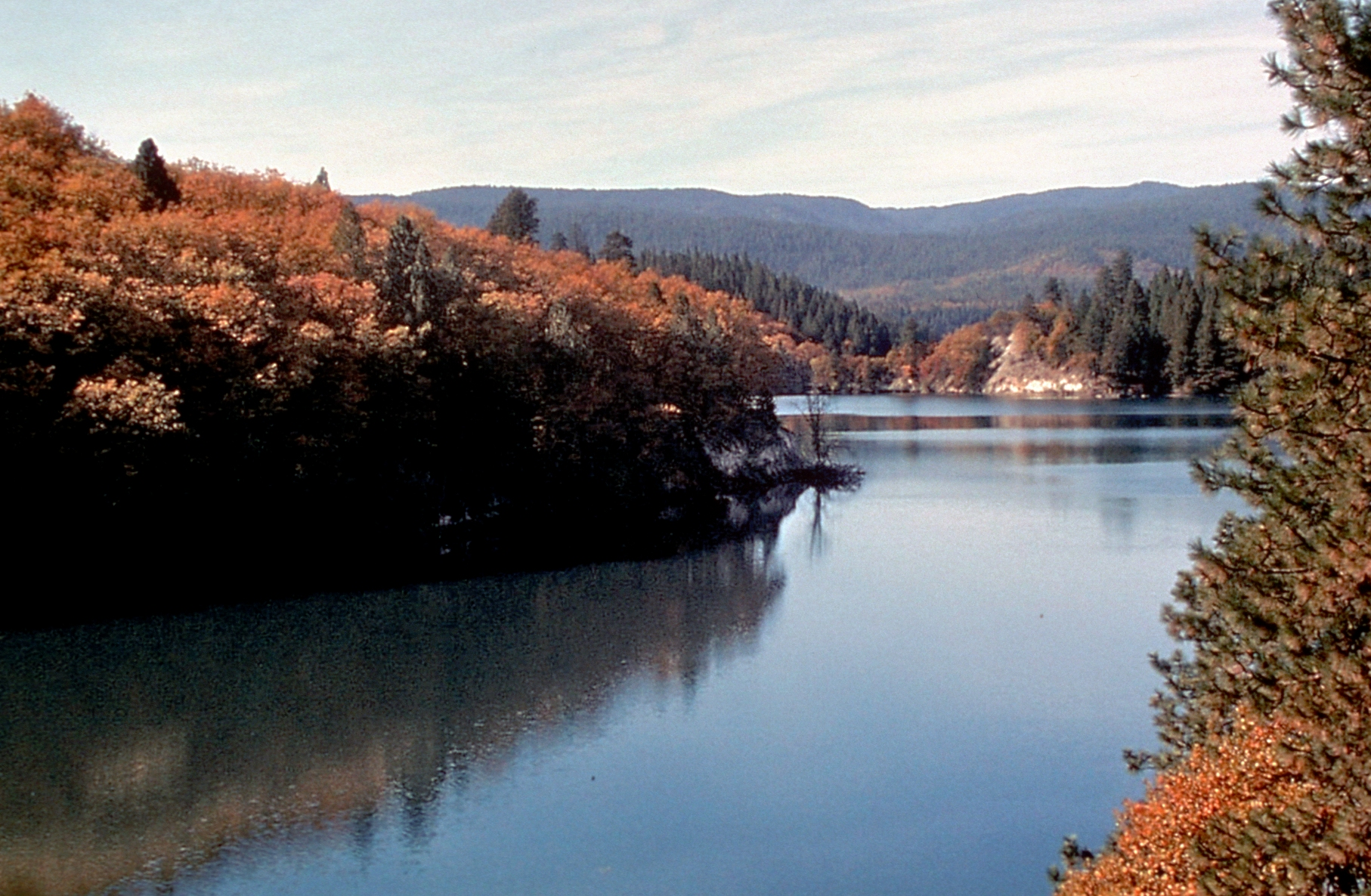
Pit River impounded in Lake Britton, its largest reservoir

El curso inferior del río Pit es uno de los ríos de producción hidroeléctrica más importante de California, no solo a causa de su caudal perenne consistente, sino también a causa de su fuerte desnivel: en los 80 km entre Fall River Mills y el lago Shasta, el Pit desciende unos 670 m, o un gradiente de 8,375 m/km, poco habitual para un río de su tamaño. Debido al flujo confiable, no son necesarios grandes embalses para regular las sueltas de agua para la generación de energía, a diferencia de otras grandes represas hidroeléctricas en California. La capacidad de generación combinada de centrales eléctricas en el río y sus afluentes es de aproximadamente 770 megavatios.
La primera presa en el río Pit es la presa Pit 3 (Pit 3 Dam), que forma el lago Britton cerca de Burney, a unos 24 km aguas abajo de Fall River Mills. El agua se manda a través de un túnel de 4900 m a la central de Pit 3, situada en el extremo superior del embalse Pit 4, formado por la presa Pit 4. La presa Pit 4 es una presa de derivación mucho más pequeña, que deriva el agua a través de un túnel por debajo de las montañas Chalk hasta la central Pit 4 en el embalse Pit 5. Como Pit 4, el embalse Pit 5 es también un pequeño azud con embalsamiento mínimo. Desde aquí, el agua se desvía a un depósito de regulación fuera del curso (Embalse Tunnel) y luego a través de un túnel sin pasar por el río Pit alcanza el conocido como el "Big Bend" (gran meandro) y la ciudad del mismo nombre Big Bend, para alimentar la central Pit 5. Estas presas y centrales eléctricas se concedieron por la Federal Energy Regulatory Commission como "Proyecto Pit 3, 4 y 5", y son operadas por Pacific Gas and Electric Company (PG&E)
A continuación de la central Pit 5 se encuentran dos grandes presas de hormigón, de gravedad en arco, Pit 6 y Pit 7. Estas presas liberan el agua directamente de la base para generar energía, en lugar de desviarla a través de túneles de gran longitud. Los depósitos combinados inundan casi 16 km del río Pit. Los caudales de estas dos presas se complementan con una desviación procedente del río McCloud, un afluente del río Pit. El agua se extrae del río McCloud en el embalse McCloud, cerca de 32 km al sur del monte Shasta, a través de un túnel hasta el embalse de Iron Canyon, y luego, a través de otro túnel, a la central James B. Black, que vierte en el Pit en el extremo superior del embalse Pit 6. Estas instalaciones se conocen colectivamente como Proyecto Hidroeléctrico McCloud-Pit y también son operadas por PG&E.
Los últimos 48 km del río Pit están embalsados en el lago Shasta, formado por la presa Shasta erigida en el río Sacramento cerca de 4,8 km por debajo de lo que antes era la confluencia del Pit y el Sacramento. Terminada en 1945, Shasta es un componente clave del Proyecto del Valle Central de U.S. Bureau of Reclamation, la principal fuente de agua de riego en el Valle Central de California. El lago también inunda partes de dos afluentes del río Pit, el río McCloud y el arroyo Squaw.
Hay también varios proyectos hidroeléctricos en los afluentes del río Pit, como en el río Fall y el arroyo Hat. El Proyecto Hidroeléctrico del Arroyo Hat (Hat Creek Hydroelectric Project), que consta de dos centrales eléctricas en el curso bajo del arroyo Hat construidas en la década de 1920 por la Red River Lumber Co., es considerado elegible para su inclusión en el Registro Nacional de Lugares Históricos National Register of Historic Places. Las instalaciones del arroyo Hat fueron adquiridas por PG&E en 1945.
Antes de la normativa ambiental promulgadas a finales del siglo XX y principios del siglo XXI, los desvíos tomaban hasta el 95% del caudal estival del río Pit, lo que provocaba la deshidratación de tramos importantes entre Fall River Mills y Big Bend. PG&E ha sido ahora requerida para que mantenga un caudal ecológico en el río en todo momento, lo que ha llevado a una reducción en la generación de energía hidroeléctrica, pero que ha mejorado mucho el hábitat silvestre y la pesca en esos tramos del Pit.

## Uso recreativo

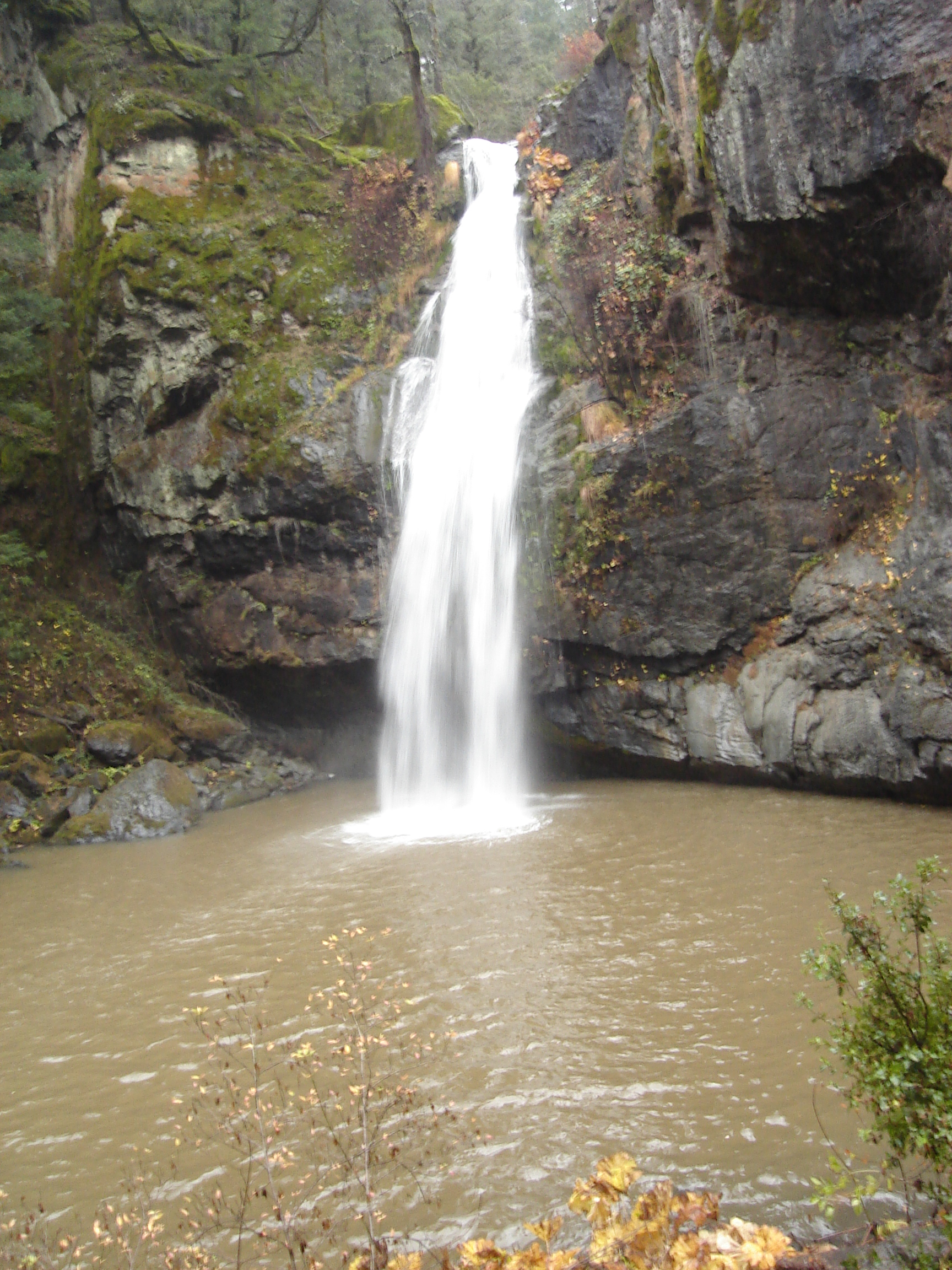
Cascada Potem

El río Pit es un arroyo de truchas muy conocido en el norte de California y es un destino popular para la pesca con mosca. El río es conocido por sus aguas rápidas y profundas, por su cauce resbaladizo y de baja visibilidad, y se considera difícil y peligroso de vadear. Los caudales son todo el año bastante constantes, excepto después de las tormentas, tanto por los manantiales naturales que alimentan el río como por la regulación de las muchas presas hidroeléctricas. La pesca ha mejorado desde 2011 en el que la renovación de licencias de varias de las instalaciones hidroeléctricas de PG&E ha supuesto que la compañía eléctrica incremente los caudales ecológicos mínimos en el antes deshidratado río por debajo de las presas 3, 4 y 5, y para supervisar la salud de las poblaciones de peces en esos tramos. El Pit inferior se considera un río cinta azul (Blue Ribbon fishery).

## Obras citadas
- Palmer, Tim (2012). Field Guide to California Rivers. California Natural History Guides. University of California Press. ISBN 0-52095-219-7.
- Secrest, William B (2003). When the Great Spirit Died: the Destruction of the California Indians, 1850-1860.
- Stewart, Jonathan (2010). Pilgrimage To The Edge. Xlibris Corporation. ISBN 1-45680-000-0.
- Waldman, Carl (septiembre de 2006). Encyclopedia of Native American tribes. Infobase Publishing. ISBN 978-0-8160-6274-4. Consultado el 21 de noviembre de 2011.